# 清浄の園
『清浄の園』（せいじょうのその、 روضة الصفاء Rawḍat al-Ṣafā'）は、15世紀末にティムール朝の都ヘラートで書かれた歴史書。全7章で構成されており、天地創造からティムール朝までの歴史を記す。著者はムハンマド・イブン・ハーワンド＝シャー・イブン・マフムード・ミールホーンド（1433年 - 1498年）。題名はペルシア語で『ラウザトゥ＝ッサファー(Rawżat al-Ṣafā')』。正式名称は『諸預言者・諸王・諸カリフの行状における清浄なる庭園』（ روضة الصفا في سیرة الانبياء والملوك والخلفاء Rawḍat al-Ṣafā' fī Sīrat al-Anbiyā' wa al-Mulūk wa al-Khulafā'）。日本語訳としては『清浄園』、『清浄の楽園』、『清浄の庭園』、『清浄なる庭園』などと表記される。

## 成立
1470年、ティムール朝君主スルターン・フサイン・バイカラはヘラートを拠点に置くと、彼の庇護下となったヘラートはティムール朝後期における文芸復興の拠点となった。そのスルターン・フサインが主催するヘラートの文芸復興を支えたのが、スルターン・フサインの幕僚でもあったミール・アリー＝シール・ナヴァーイーであり、ナヴァーイー自身も自らのサロンで文人たちの保護や育成に熱心に取り組んだ。ナヴァーイーはチャガタイ語文芸の確立者としても名高いが、ペルシア語文学の伸長にも意欲的であり、ナヴァーイー庇護下から輩出された歴史家としては、この『清浄園』の著者ミールホーンドと彼の外孫で後にバーブルの許で『伝記の伴侶（Ḥabīb al-Siyar）』を著すことになるホーンダミールの両名が際立って有名である。著者ミールホーンドはもともとはブハラの聖裔家（サイイド）の出身で、父ホーンド＝シャーの時代にバルフに移り住みその地で生まれたという。成人後にヘラートに移り、ナヴァーイーの庇護を受けて『清浄の園』を著した。

## 内容構成
1. 第1巻　天地創造からヤズデギルド（古代ペルシア、サーサーン朝の王）までの期間。
2. 第2巻　ムハンマドと正統カリフの時代。
3. 第3巻　十二イマームとウマイヤ朝、アッバース朝カリフ政権。
4. 第4巻　アッバース朝と同時代のムスリム諸王朝。
5. 第5巻　チンギス・カンとその後継者たち。（モンゴル史）
6. 第6巻　ティムールとその後継者たち（アブー・サイードまで）
7. 第7巻　スルターン・フサインの統治とその息子たち（929年/1522年 - 1523年まで）。

ただし、第7巻はホーンダミールによる加筆である。また、第6巻、第7巻は全体のほぼ半分に分量に相当しており、後の編纂物であるため現代の歴史学的な評価はやや低いが、ティムール朝後期の通史としても『伝記の伴侶』などとともに用いられている。

## 特徴
ラシードゥッディーンの『集史』と比べ、十二イマームの扱いが増えているものの、第四章まで歴史記述方法はほぼ変わらず、軍事史が時系列に記述されている。これはヒジュラ暦を1年単位でまとめているタバリーの『諸使徒と諸王の歴史』を始めとするアラビア語世界史書とは異なった点である。ミールホーンドは、モンゴル時代以前の歴史記述については『集史』の方式を踏襲し、新たに加えられたイルハン朝、ティムール朝の王朝史については自らのオリジナリティーを発揮して詳細に記している。また、この書はイラン高原周辺、中央アジアの歴史のみを扱っているため、その他の地域の王朝史は記載されていない。

## 影響
『清浄の園』は現行刊本でも10冊以上に及ぶ浩瀚な歴史書であり、文体も、おおよそ簡潔な表現がされている『集史』よりも『世界征服者史』のような美文調である。この膨大かつ美文調という特徴は彼の外孫のホーンダミールにも受け継がれ、16世紀以降のペルシア語歴史書に大きな影響を残した。ミールホーンド型の歴史記述方式は19世紀まで継承され、16世紀 - 17世紀にイラン高原を支配したサファヴィー朝はミールホーンドの叙述内容をそのままに、サファヴィー朝史を付け加えた作品を著し、さらに18世紀のカージャール朝はそれにカージャール朝史を付け加えた作品を著した。

## 参考資料
- コンスタンティン・ムラジャ・ドーソン（訳注：佐口透）『モンゴル帝国史1』平凡社、1976年、ISBN 4582801102
- 本田実信「ペルシア語資料解説」『モンゴル時代史研究』東京大学出版会 1991年 ISBN 4130261002
- 羽田正『イスラーム世界の創造』東京大学出版会、2005年、ISBN 4130130439